# Cuscuta foetida
Cuscuta foetida är en vindeväxtart som beskrevs av Carl Sigismund Kunth. Cuscuta foetida ingår i släktet snärjor, och familjen vindeväxter. Inga underarter finns listade i Catalogue of Life.